# HD 175823
HD 175823，又名BD+57 1915，SAO 31252、HR 7153，是一颗恒星，视星等为6.22，位于銀經87.41，銀緯22.31，其B1900.0坐标为赤經18h 52m 2.2s，赤緯+57° 22.31′ 34″。